# Nikolaus Pol
Nikolaus Pol (auch Nicolaus Pol; * 1. Dezember 1564 in Breslau, Fürstentum Breslau; † 16. Februar 1632 ebenda) war ein schlesischer Lehrer, Diakon und Chronist.

## Leben
Nikolaus Pol wurde 1564 als Sohn eines Diakons in Breslau geboren. Nach dem Besuch eines Breslauer Gymnasiums studierte er ab 1583 an der Universität Wittenberg, wo er später als Dozent tätig war. 1593 erlangte er in seiner Heimatstadt eine Stelle an der St.-Salvator-Kirche. Zugleich wurde er als Lehrer an das Elisabet-Gymnasium berufen. Ein Jahr später wurde er Diakon bei St. Bernhard in der Breslauer Neustadt. Ab 1596 bis zu seinem Tod 1632 bekleidete er diese Position an der Magdalenenkirche.
Eines der wichtigsten Werke Pols waren die Zeitbücher der Stadt Breslau, die den Zeitraum von 965 bis 1623 erfassen. Sie wurden von Nikolaus Pol als handschriftliches Manuskript verfasst und erst ab 1813 bis 1824 in fünf Bänden gedruckt. Herausgeber der Bände 1–4 war Johann Gustav Gottlieb Büsching, während Band 5 von Johann G. Kunisch herausgegeben wurde. Die Zeitbücher sind bis heute eine wertvolle Quelle für die Geschichte der Stadt Breslau und ganz Schlesiens.

## Werke
- Zeitbücher der Stadt Breslau Digitalisate Bd. 1, Bd. 2, Bd. 3, Bd. 4, Bd. 5
- Hemerologium Silesiacum Vratislaviense ... Tagebuch Allerley fürnemer/ namhafftiger/ gedenckwürdiger Historien : so fürnemlich in Breßlaw der Hauptstadt/ auch sonst etlichen andern Orten im Fürstenthumb Schlesien/ sich begeben, 1612; Eintrag im VD 17.
- Historia Nivalis. Denckwürdiger/ Grosser/ Tieffer/ ungewöhnlicher Schnee/ So in unterschiedlichen Orten/ Jahren/ Monaten und Tagen gefallen, 1624; Eintrag im VD 17.
- Historia Incendiorum : Historischer Brand- und Fewerspiegel, 1629; Eintrag im VD 17.